# Conradgebirge

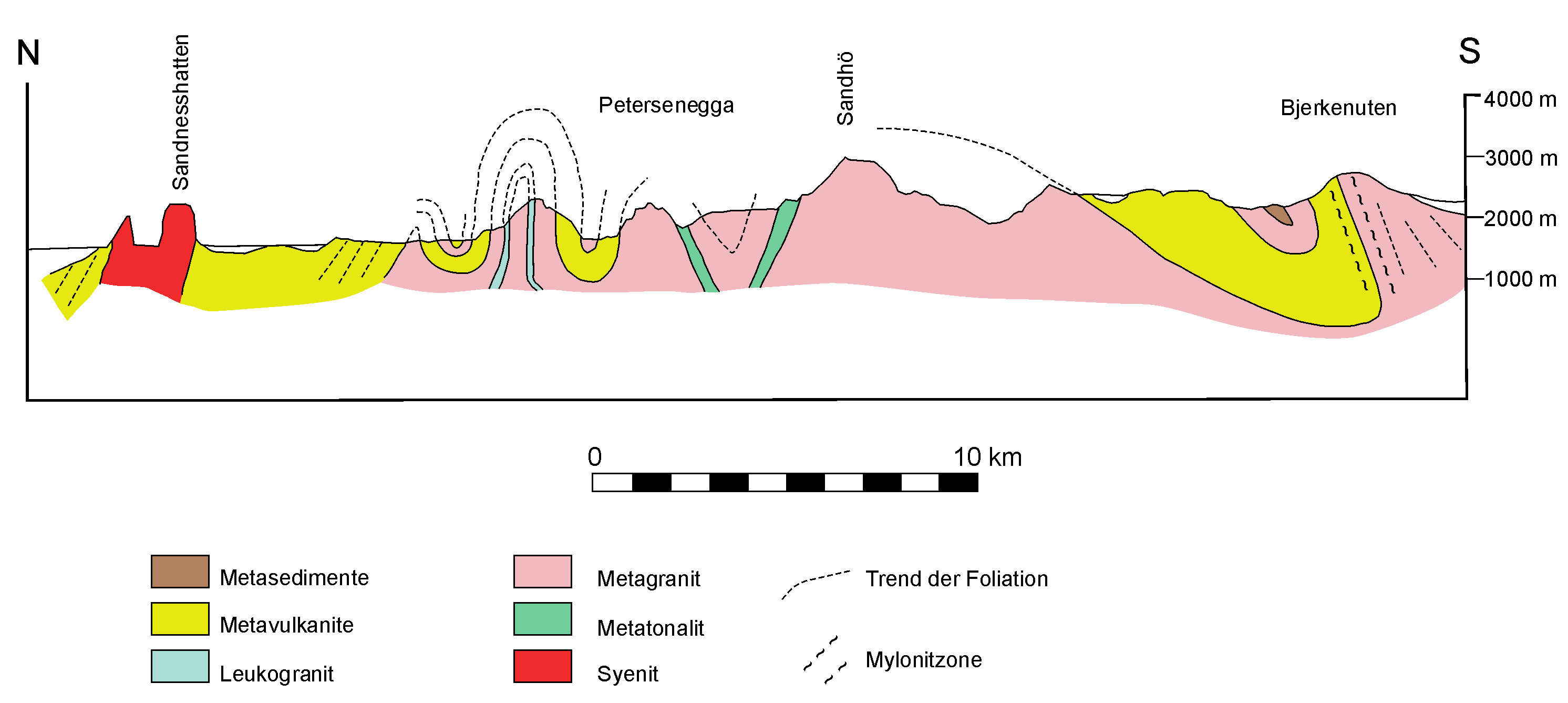
Geologisches Profil durch das Conradgebirge

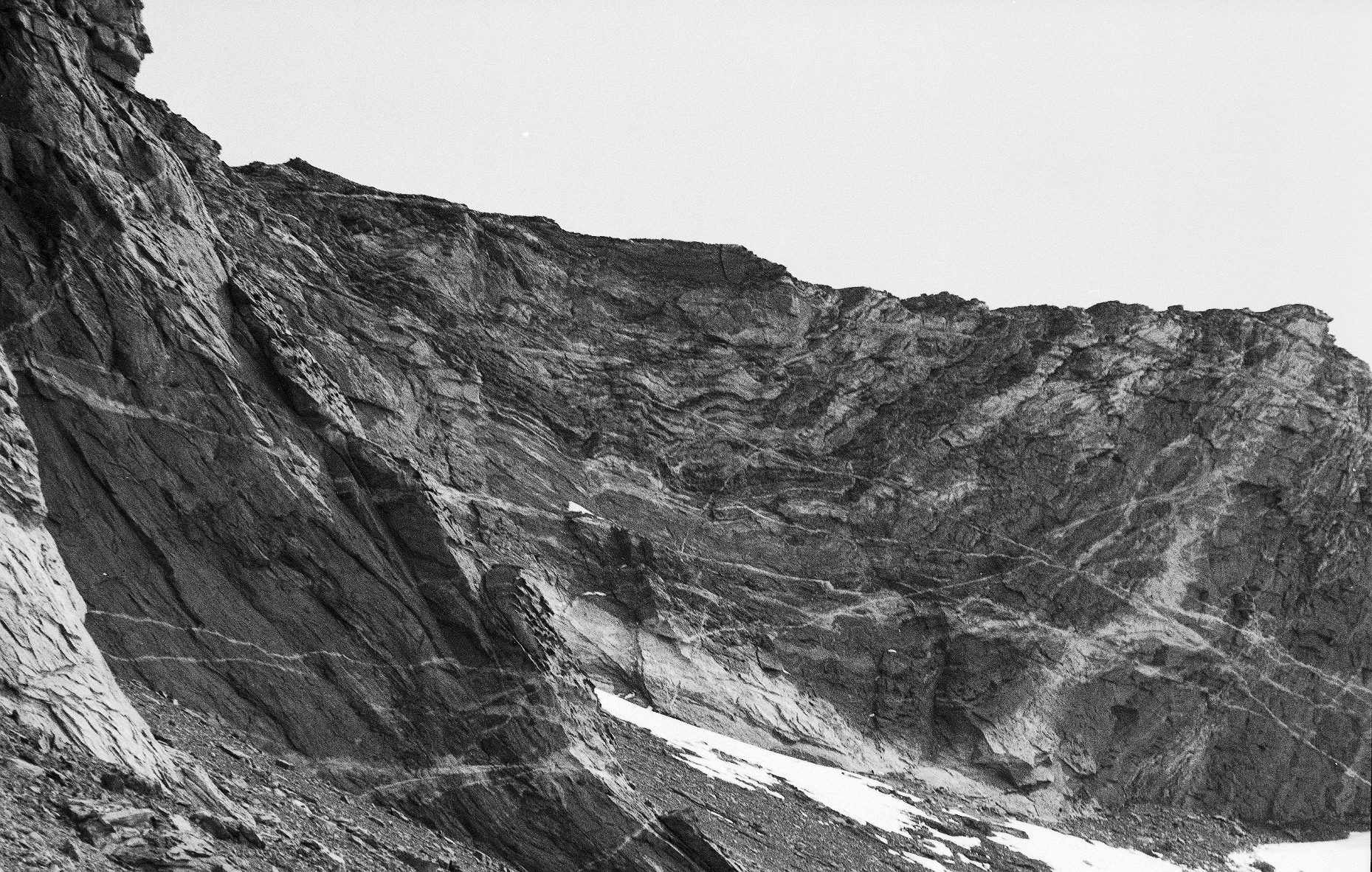
Gefaltete Gneise im nördlichen Conradgebirge formen eine Muldenstruktur

Das Conradgebirge in Dronning Maud Land ragt über eine Länge von 36 Kilometern aus dem Inlandeis der Antarktis heraus. Es erstreckt sich in nord-südlicher Richtung gut 200 km südlich der Prinzessin-Astrid-Küste. Es ist durchschnittlich fünf und maximal knapp zehn Kilometer breit. Im Januar 1939 wurde das Gebirge bei Flügen der Deutschen Antarktischen Expedition 1938/39 entdeckt und mit Luftaufnahmen dokumentiert. Benannt wurde das Gebirge nach Fritz Conrad, dem Leiter der Nautisch-Wissenschaftlichen Abteilung der Marineleitung und Chef des Marinewetterdienstes im Zweiten Weltkrieg.
Da die meisten Luftbilder im Zweiten Weltkrieg verloren gingen, wurde das Gebirge während der norwegischen Antarktisexpedition 1956–1960 erneut photogrammetrisch aufgenommen und zur genaueren Orientierung auch Passpunkte am Boden eingemessen. Das Norsk Polarinstitutt erstellte anhand dieser Luftbilder eine Kartenserie im Maßstab 1:250.000, auf der das Gebirge den Namen Conradfjella trägt. Die ersten geologischen Forschungsarbeiten fanden im Rahmen der 4. Sowjetischen Antarktisexpedition 1958–1960 statt. Die systematische geologische Kartierung und Erforschung wurde 1995–1996 von der GeoMaud-Expedition fortgesetzt.

## Geographie
Das Gebirge besteht aus einem in Nord-Süd-Richtung langgestreckten Felsrücken, der an seiner breitesten Stelle eine Ost-West-Ausdehnung von 5 Kilometern aufweist. Im Norden löst sich der Gebirgszug in eine Reihe einzelner Nunataks auf, die durch vergletscherte Areale voneinander getrennt werden. Etwa in der Mitte des Gebirgszuges liegt der Sandeggtind, die mit 3055 m höchste Erhebung des Gebirges. Weitere prominente Gipfel sind der 2840 m hohe Bjerkenuten am Südende des Gebirges, die Sandhø mit 2664 m und am Nordende der Sandneshatten mit 2200 m. An seiner Westseite wird das Gebirge von einem bis zu 4 km breiten Moränengürtel gesäumt. Von benachbarten Gebirgen im Westen und Osten wird das Gebirge durch breite Gletscher begrenzt. Der Sandeken im Westen trennt das Conradgebirge vom Kurzegebirge, im Osten bildet der Glopeken die Grenze zu den Dallmannbergen. Beide Gletscher vereinigen sich auf dem nördlichen Vorland des Gebirges und fließen auf das Lasarew-Schelfeis hinaus.

## Geologie
Das Gebirge besteht aus hochgradig metamorphen, mehrfach gefalteten Gneisen und Amphiboliten, deren Ausgangsgesteine Vulkanite sowie Granite eines Inselbogens mit mesoproterozoischem Alter sind. An der Wende Mesoproterozoikum/Neoproterozoikum wurden diese Gesteine bei der Kollision des Inselbogens mit dem Kaapvaal-Grunehogna-Kraton erstmals deformiert und metamorph überprägt. Dabei drangen Schmelzen mit granitischer und tonalitischer Zusammensetzung ein, die in Form dünner Gänge erstarrten. Eine weitere Deformation durchliefen die Gesteine bei der Kollision von West- und Ost-Gondwana vor ca. 540 mya, wobei der heutige Ost-West orientierte Faltenbau entstand. Einzelne Falten sind in den fast lotrechten Wänden des Gebirges aufgeschlossen. Am Nordende befindet sich ein Syenit-Massiv mit etwa 2 km Durchmesser, das nach der Faltung dort eindrang und erstarrte. Seit dem Ordovizium unterliegt das Gebirge der Abtragung.